# WNBA Defensive Player of the Year Award
Der WNBA Defensive Player of the Year Award ist eine jährliche Auszeichnung für die Spielerin der Women’s National Basketball Association (WNBA), die die herausragendste defensive Leistung während der regulären Saison hatte. Die Gewinnerin dieser Auszeichnung wird durch eine Abstimmung unter Sportjournalisten und Fernsehberichterstattern festgelegt.

## WNBA Defensive Player of the Year
| Saison | Gewinnerin              | Team                |
| ------ | ----------------------- | ------------------- |
| 1997   | Teresa Weatherspoon     | New York Liberty    |
| 1998   | Teresa Weatherspoon (2) | New York Liberty    |
| 1999   | Yolanda Griffith        | Sacramento Monarchs |
| 2000   | Sheryl Swoopes          | Houston Comets      |
| 2001   | Debbie Black            | Miami Sol           |
| 2002   | Sheryl Swoopes (2)      | Houston Comets      |
| 2003   | Sheryl Swoopes (3)      | Houston Comets      |
| 2004   | Lisa Leslie             | Los Angeles Sparks  |
| 2005   | Tamika Catchings        | Indiana Fever       |
| 2006   | Tamika Catchings (2)    | Indiana Fever       |
| 2007   | Lauren Jackson          | Seattle Storm       |
| 2008   | Lisa Leslie (2)         | Los Angeles Sparks  |
| 2009   | Tamika Catchings (3)    | Indiana Fever       |
| 2010   | Tamika Catchings (4)    | Indiana Fever       |
| 2011   | Sylvia Fowles           | Chicago Sky         |
| 2012   | Tamika Catchings (5)    | Indiana Fever       |
| 2013   | Sylvia Fowles (2)       | Chicago Sky         |
| 2014   | Brittney Griner         | Phoenix Mercury     |
| 2015   | Brittney Griner (2)     | Phoenix Mercury     |
| 2016   | Sylvia Fowles (3)       | Minnesota Lynx      |
| 2017   | Alana Beard             | Los Angeles Sparks  |
| 2018   | Alana Beard (2)         | Los Angeles Sparks  |
| 2019   | Natasha Howard          | Seattle Storm       |
| 2020   | Candace Parker          | Los Angeles Sparks  |
| 2021   | Sylvia Fowles (2)       | Minnesota Lynx      |
| 2022   | A’ja Wilson             | Las Vegas Aces      |
| 2023   | A’ja Wilson (2)         | Las Vegas Aces      |
| 2024   | Napheesa Collier        | Minnesota Lynx      |